# Malvine Lanzet
Malvine Lanzet (épouse Kessler), née le 4 ou le 11 août 1928, Vienne (Autriche). Elle a 14 ans lorsqu'elle est arrêtée dans la rafle de la rue Sainte-Catherine à Lyon, par la Gestapo, sous les ordres de Klaus Barbie. Elle est arrêtée en même temps que sa mère, Anna Lanzet. Anna Lanzet est déportée du camp de Drancy vers Auschwitz, par le convoi n° 62 du 20 novembre 1943. Elle est âgée de 43 ans. Malvine Lanzet est aussi déportée au camp de Drancy mais est transféré dans une maison d'enfants à Paris le 12 juin 1943. Elle survit à la guerre et elle est partie civile au Procès de Klaus Barbie.

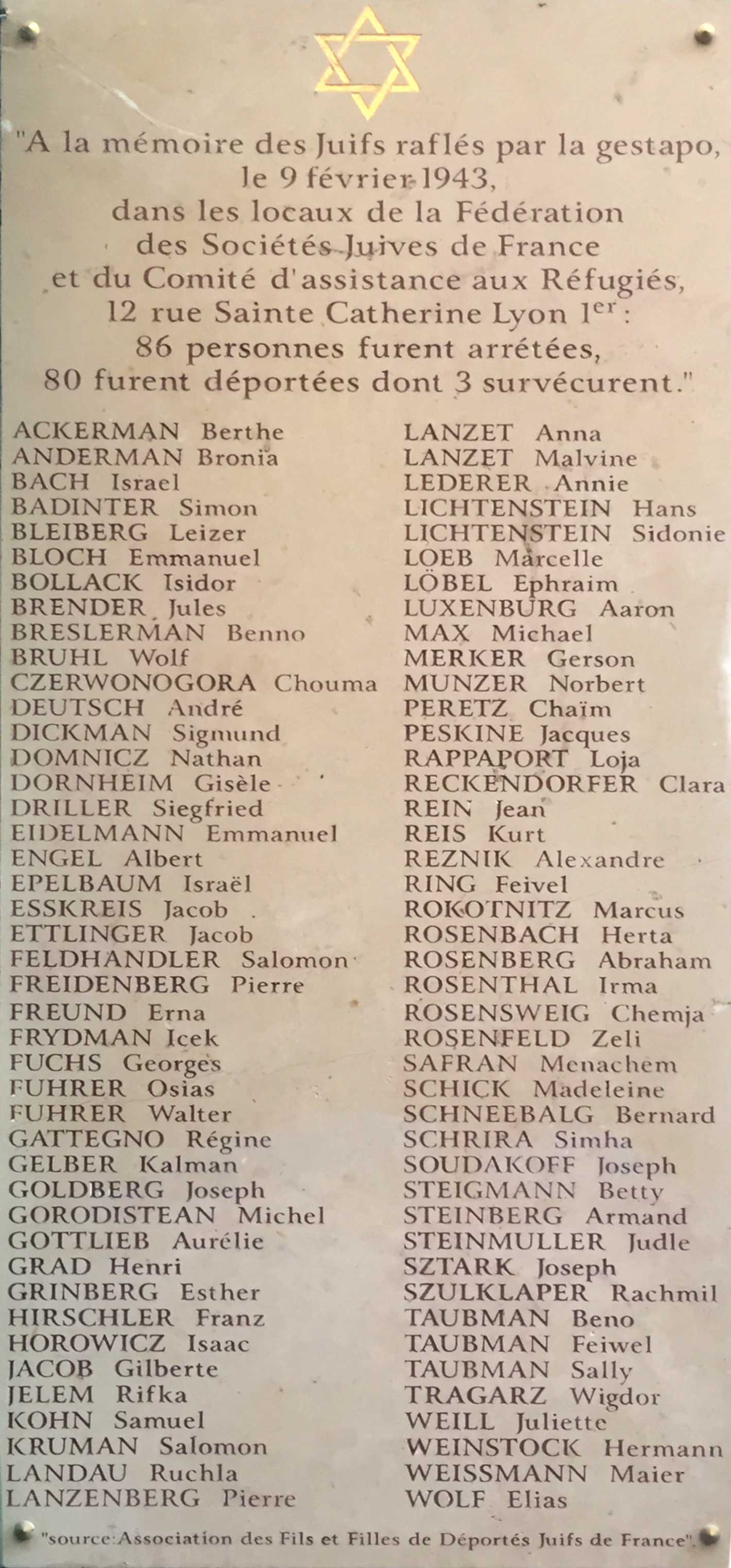
Plaque rue Sainte-Catherine.

## Biographie

### Vienne (Autriche)
Malvine Lanzet naît à Vienne (Autriche), le 4 ou le 11 août 1928. Elle est la fille de Anna Lanzet (née Herschdorfer) née le 10 août 1900 à Bolechowo, en Pologne.

### Lyon
Malvine Lanzet est réfugiée à Lyon avec sa mère. Elles sont apatrides. Elles habitent au 6, rue de la Fraternité,.

### Rafle de la rue Sainte-Catherine
Le 9 février 1943, la Gestapo, sous les ordres de Klaus Barbie fait une rafle à l'union générale des israélites de France qui dispose d'un local au 12 de la rue Sainte-Catherine à Lyon. Parmi les 84 personnes arrêtées se trouvent Anna Lanzet et sa fille Malvine Lanzet.
Elles sont transférées au Fort Lamothe le 11 février 1943 car la Prison Montluc était pleine.

### Camp de Drancy
Anna et Malvine Lanzet sont ensuite transférées au Camp de Drancy.
Serge Klarsfeld écrit: "Quant à Malvine Lanzet, qui n'avait que 14 ans, et qui avait été arrêtée en même temps que sa mère, j'ai retrouvé son nom et celui de sa mère dans la liste de déportation du convoi no 50 du 4 mars 1943. Heureusement les deux noms étaient barrés [...]
."

### Séparation
Serge Klarsfeld écrit: "Le 15 mars 1943, Anna Lanzet, la mère, était transportée à l'hôpital Rothschild. Elle en a été retirée plus tard par les SS de Brünner (Alois Brunner) et déportée le 20 novembre 1943 par le convoi no 62."
Anna Lanzet est déportée par le convoi n° 62 du 20 novembre 1943 du camp de Drancy vers Auschwitz. Elle est âgée de 43 ans.
Malvine Lanzet est libérée le 12 juin 1943 du Camp de Drancy, confiée à l'UGIF et sauvée. Elle a 14 ans.

### Procès Klaus Barbie
Malvine Lanzet est partie civile au Procès Barbie, parmi celles constituées au cours du procès. Elle est représentée par les avocats suivants : Me Klarsfeld, Me Libman et Me Zelmati,.